# Eurosport
 (транскр.  Јуроспорт) је европска спортска телевизијска мрежа. Подружница је компаније Warner Bros. Discovery од 2022. године. Пре тога власник је била компанија TF1 Group. Познат је по преносу Олимпијских игара и Гренд слем турнира.
Између осталог, Eurosport преноси догађаје из такмичења из следећих спортова: снукер, фудбал, аутомобилизам, бициклизам, тенис, зимске спортове, скејтинг и сурфинг. Често се емитује на локалном језику, у земљама широм Европе. Садржи канале Eurosport 1 и Eurosport 2, док је целокупан садржај доступан путем стриминг-платформе Max. Од 2008. године постоје канали ХДТВ резолуције.

## Eurosport 1
Eurosport 1 је сателитски канал, доступан у 73 земље, на 21 језику. Покренут је 1989. године.

## Eurosport 2
Као други програм, покренут је 10. јануара 2005. Тренутно се емитује у 47 земаља, на 18 језика. Замишљен је као „спортски канал нове генерације“. Посвећен је групним и алтернативним спортовима, као што су кошарка, фудбал лакрос лига, итд.